# Пейо Каналес
Пе́йо Кана́лес Урта́сун (ісп. Peio Canales Urtasun; нар. 17 січня 2005, Барріка) — іспанський футболіст, півзахисник клубу «Атлетік» (Більбао), який на правах оренди виступає за «Расінг» (Сантандер).

## Клубна кар'єра

### «Атлетік» (Більбао)
Виступав за юнацьку команду «Барріка», а 2016 року приєднався до академії «Атлетіка» (Більбао). 3 вересня 2023 року дебютував в складі резервної команди в матчі Сегунди Федерасьйон проти «Логроньєса». 25 листопада того ж року в поєдинку проти «Туделано» забив свої перші голи в кар'єрі, оформивши дубль.
16 квітня 2024 року продовжив контракт з «Атлетіком» до 2027 року. В складі дублючого складу став переможцем Сегунди Федерасьйон, допомігши команді здобути підвищення до Прімери Федерасьйон. 26 травня 2024 року дебютував за фарм-клуб «Басконія» у матчі плей-оф Терсери Федерасьйон проти «Португалете».
30 вересня 2024 року дебютував в основному складі «Атлетіка» в матчі Ла-Ліги проти «Севільї», вийшовши на заміну Алексу Беренгеру.

#### Оренда в «Расінг» (Сантандер)
15 серпня 2025 року відправився в сезонну оренди в «Расінг» (Сантандер).

## Кар'єра в збірній
Виступав за збірні Іспанії до 18 і до 19 років.

## Статистика виступів
Станом на 11 травня 2025 
| Клуб                 | Сезон             | Чемпіонат           | Чемпіонат | Чемпіонат | Кубок | Кубок | Єврокубки | Єврокубки | Інші  | Інші | Всього | Всього |
| Клуб                 | Сезон             | Дивізіон            | Матчі     | Голи      | Матчі | Голи  | Матчі     | Голи      | Матчі | Голи | Матчі  | Голи   |
| -------------------- | ----------------- | ------------------- | --------- | --------- | ----- | ----- | --------- | --------- | ----- | ---- | ------ | ------ |
| Басконія             | 2023–24           | Терсера Федерасьйон | 0         | 0         | 0     | 0     | 0         | 0         | 1     | 0    | 4      | 0      |
| Більбао Атлетік      | 2023–24           | Сегунда Федерасьйон | 26        | 3         | —     | —     | —         | —         | —     | —    | 26     | 3      |
| Більбао Атлетік      | 2024–25           | Прімера Федерасьйон | 18        | 3         | —     | —     | —         | —         | —     | —    | 18     | 3      |
| Більбао Атлетік      | Всього            | Всього              | 44        | 6         | 0     | 0     | 0         | 0         | 0     | 0    | 44     | 6      |
| Атлетік (Більбао)    | 2024–25           | Ла-Ліга             | 8         | 0         | 0     | 0     | 0         | 0         | 0     | 0    | 8      | 0      |
| → Расінг (Сантандер) | 2025–26           | Сегунда Дивізіон    | 0         | 0         | 0     | 0     | 0         | 0         | 0     | 0    | 0      | 0      |
| Всього за кар'єру    | Всього за кар'єру | Всього за кар'єру   | 52        | 6         | 0     | 0     | 0         | 0         | 1     | 0    | 53     | 6      |

1. ↑  Матчі в плей-оф Терсери Федерасьйон 2024